# Millen (Géorgie)
Millen est une ville américaine située dans le comté de Jenkins en Géorgie aux États-Unis. La population était de 3 492 hab selon le recensement de 2000, une baisse de 8,3 % par rapport à 1990. Durant la même décennie, la population de la Géorgie a augmenté de 26,4 %. En 2015, la population est de 3 120 habitants.

## Démographie
| 1900 | 1910  | 1920  | 1930  | 1940  | 1950  |
| ---- | ----- | ----- | ----- | ----- | ----- |
| 411  | 2 030 | 2 405 | 2 527 | 2 820 | 3 449 |

| 1960  | 1970  | 1980  | 1990  | 2000  | 2010  |
| ----- | ----- | ----- | ----- | ----- | ----- |
| 3 633 | 3 713 | 3 988 | 3 808 | 3 492 | 3 120 |

## Source
- (en) Cet article est partiellement ou en totalité issu de l’article de Wikipédia en anglais intitulé « Millen, Georgia » (voir la liste des auteurs).